# 蘇海文
蘇海文，OBE，JP（1939年—）奧地利人，畢業於維也納大學法律系，後於芝加哥大學深造比較法學、 國際法和公司法，獲博士學位，成為執業律師，曾受聘加拿大皇家銀行法律顧問。他是香港已故船王包玉剛的大女婿，九龍倉集團前主席吳光正的襟兄。
1960年代與包玉剛的長女包陪慶結緍，後於1970年到達香港，出任環球航運及亞洲航業有限公司第一副主席，並自1984年起任滙豐董事局成員，直至2007年5月。1986年當岳丈包玉剛宣布退休後，主管包氏航運業務，並於1991年包玉剛逝世後繼承環球航運(日本以外)業務。
2003年3月蘇海文家族把挪威最大的航運公司(Morten Bergesen)及最大的天然氣運營商(Petter Sundt)進行收購及私有化。2004年再把原環球航運業務整合一起，組成控股公司本格森環球(BW Group)。

## 軼聞
2007年前新華社香港分社社長許家屯接受香港有線電視訪問時指出，六四事件後，時任香港總商會主席的蘇海文向他提出建議，由其為首的一批香港富豪，以一百億港元從1997年起租賃香港十年，由港人自治。此前，前國務院港澳辦主任魯平和前新華社香港分社社長周南都表示，當時香港確實有人提出這一建議。當時許家屯認為他們很天真，並告訴他們，北京接受的可能性甚微，但會向北京報告轉達，並囑他們不要張揚。1989年6月江澤民出任總書記，他接見許家屯時要求他將香港富豪的想法寫報告發送給鄧小平和他。江澤民最後否決了這項建議。由於許家屯向鄧小平和江澤民發了報告，遭到魯平和周南的批評，說他賣國求榮。

## 曾任公職
- 國際油輪船東防污聯合會主席
- 香港總商會主席
- 香港國際仲裁中心副主席
- 香港船東會法律委員會主席
- 香港科技大學董事會成員
- 香港演藝學院董事會主席
- 香港基本法咨詢委員會委員
- 立法局非官守委任議員

## 外部連結
- 2003年出席科技大學的捐贈儀式 （页面存档备份，存于）